# Akkum
Akkum (tiếng Ả Rập: أكوم, cũng đánh vần Akoum, còn được gọi là Ayn al-Safa) là một ngôi làng ở miền trung Syria, một phần hành chính của Tỉnh Homs, nằm ở phía tây nam của Homs và ngay phía bắc và phía nam biên giới với Lebanon. Các địa phương gần đó bao gồm al-Hawik, Wadi Hanna, Baluzah và al-Aqrabiyah ở phía đông. Theo Cục Thống kê Trung ương (CBS), Akkum có dân số 506 người trong cuộc điều tra dân số năm 2004. Cư dân của nó chủ yếu là người Hồi giáo Shia.